# Fundaziun Nairs
Die Fundaziun Nairs ist eine Kunsthalle, ein Künstlerhaus und ein Kulturlabor im Unterengadiner Hauptort Scuol.

## Tätigkeit
In ihrer Funktion als Kunsthalle realisiert die Fundaziun NAIRS Ausstellungen schweizerischer und internationaler Gegenwartskunst und führt Kulturveranstaltungen sowie Kolloquien durch. Als Engadiner Kulturzentrum setzt sich die Fundaziun NAIRS mit der Kultur, dem Kulturschaffen und den Problemen der Region auseinander. Sie thematisiert das kulturelle Selbstverständnis des Engadins und führt Veranstaltungen zum Kulturleben der Rumantschia durch. Im Rahmen ihres internationalen Artists-in-Residence-Programmes (AIR) versteht sich die Fundaziun NAIRS als Künstlerhaus. Sie lädt jeden Sommer 15 bis 20 von einer Jury ausgewählte Kunstschaffende zu mehrmonatigen Arbeitsaufenthalten ein. Die Stiftung fördert den Dialog und die Zusammenarbeit zwischen den verschiedenen Kunstsparten. Im Vordergrund steht dabei die bildende Kunst. Die Stipendien werden aber auch an Kulturschaffende aus den Bereichen Musik, Literatur, Theater und Tanz vergeben.
Die Fundaziun Nairs hat ihren Sitz im 1913 errichteten Badehaus. Dieses gehört zur historischen Kuranlage in Nairs mit dem ehemaligen Kurhaus (heute Hotel «Scuol Palace»), der Büvetta (Trinkhalle), einer Villa, einer Kirche und weiteren Nebengebäuden. Diese Gebäude repräsentieren die Blütezeit des Tourismus im beginnenden 20. Jahrhundert und gehören zu den Hauptwerken neuklassizistischer Architektur mit Jugendstil-Elementen in Graubünden. Das Badehaus wurde 2013 unter kantonalen und eidgenössischen Denkmalschutz gestellt. Es gehört zu den 100 schützenswerten Gebäuden im Kanton Graubünden.
Direktor und künstlerischer Leiter seit 1999 ist der Künstler und Architekt Christof Rösch aus Sent. Ab 2011 präsidierte Hans-Jörg Heusser – ehemaliger Direktor des Schweizerischen Instituts für Kunstwissenschaft (SIK-ISEA) – die Stiftung. Nach Christof Röschs Pensionierung im Jahre 2023 übernahm Clifford E. Bruckmann die Direktion der Fundaziun Nairs. Als Co-Präsidenten des Stiftungsrats fungieren seit 2023 der Anwalt Michael Budliger und der Architekt Roger Boltshauser.

### NAIRS Futur
Die Stiftung NAIRS Futur ist eine Non-Profit-Organisation mit dem Ziel, den Dialog und die Zusammenarbeit zwischen Kunstschaffenden aus verschiedenen Kulturen, unterschiedlichen Kunstsparten und der Wissenschaft zu fördern durch Zusammenkommen der drei Tätigkeitsfelder: Gebäudeerhaltung Kunsthalle, Künstlerhaus und als neuerliches Kulturzentrum.
Die Fundaziun NAIRS verfolgt mit der aktuellen Sanierung ihres Stammhauses zum einen die Rettung und Weiternutzung eines Kulturdenkmals im Ganzjahresbetrieb, denn eine Erhaltung von Kulturdenkmälern auf Dauer ist nur möglich durch eine funktionierende Nutzung. Mit ihrem international ausstrahlenden kulturellem Zentrum will NAIRS einen nachhaltigen und qualifizierten Individualtourismus in der Bergregion Unterengadin fördern.
Seit 2016 wird die Mission von NAIRS auf das Thema Kultur und Globalisierung fokussieren. In diesem Zusammenhang wird u. a. die Rolle kultureller Minderheiten im Zeitalter der Globalisierung thematisiert. Die Auseinandersetzung mit der rätoromanischen Kultur wird dadurch in einen internationalen Zusammenhang gerückt.
Partner für NAIRS FUTUR sind die bündnerische und die eidgenössische Denkmalpflege, die Stiftung für Innovation, Entwicklung und Forschung Graubünden, die Region «Pro Engiadina Bassa» und mehrere schweizerische Kulturstiftungen (Ernst Göhner Stiftung, Stiftung Artephila, Avina Stiftung, Sophie und Karl Binding Stiftung, Wolfgang Nägeli Stiftung u. a.).

## Geschichte
1986 beabsichtigte die Besitzerfamilie Senn des Hotels «Scuol-Palace» das Badehaus in ein Künstlerhaus umzuwandeln, um einen weiteren Stern für ihr Hotel zu erhalten.
Der Unterengadiner Künstler Steivan Liun Könz gelangte mit dieser Idee an Henry F. Levy, den Gründer der «Stiftung BINZ39» in Zürich, und überzeugte diesen ins Engadin zu reisen, um den Ort zu besichtigen. In der Folge entschloss sich Levy zur Instandstellung des vernachlässigten Bauwerks. Im Gegenzug erhielt er ein Vorkaufsrecht auf die Liegenschaft, eine Suite im Hotel und die Künstler konnten im Hotel unentgeltlich essen. Peter Senn ging 18 Monate später in Konkurs, worauf Levy das Haus erwarb.
In den folgenden zehn Jahren betrieb die «Stiftung BINZ39» mit jährlich wechselnden Kuratoren das Künstlerhaus mit 10 Atelier- und Schlafplätzen. Das Künstlerhaus wurde von Anfang an auch als Kulturzentrum verstanden. 1998 weitete sich die Trägerschaft aus. Der Kanton Graubünden und die Region Unterengadin («pro engiadina bassa») beteiligten sich neu zusammen mit der «Stiftung BINZ39» am Betrieb. Christof Rösch übernahm 1999 die künstlerische Leitung und verschaffte NAIRS mit einem Kulturprogramm eine breite Öffentlichkeit. Diese Übergangsphase endete im Jahr 2005 mit der Gründung der Fundaziun NAIRS. Henry F. Levy vermachte der neu gegründeten Stiftung das Haus mit der Auflage, dieses weiterhin für künstlerische Zwecke zu nutzen.
Die Fundaziun NAIRS weitete in den darauf folgenden Jahren ihre Aufgabenbereiche aus und 2011 fand die Umbenennung des Kulturzentrums in «NAIRS Zentrum für Gegenwartskunst» statt. Stiftungsratspräsident Hans-Jörg Heusser sowie Direktor und künstlerischer Leiter Christof Rösch entwickelten gemeinsam mit dem Stiftungsrat das Projekt «NAIRS FUTUR», das in einem ersten Schritt die Renovation und Sanierung des 1913 gebauten Badehauses vollzog und in einem zweiten Schritt zu einem neuen Betriebskonzept führte, das ab Sommer 2016 beginnen sollte.